# طلوع آرورا
طلوع آرورا (ارمنی: Արշալույսի լուսաբացը؛ انگلیسی: Aurora's Sunrise) فیلم پویانمایی مستند به کارگردانی اینا ساهاکیان که محصول مشترک سال ۲۰۲۲ می‌باشد. این فیلم اقتباسی است از زندگی آرورا ماردیگانیان نجات‌یافته نسل‌کشی ارمنی‌ها که پس از گریختن در ایالات متحده بازیگر می‌شود. این فیلم شامل صحنه‌های کوتاهی از فیلم صامت حراج جان‌ها دربارهٔ نسل‌کشی ارمنی‌ها محصول سال ۱۹۱۹ است که آرورا ماردیگانیان نقش اصلی را در آن ایفای نقش نمود.